# 低地蘇格蘭語
蘇格蘭語（在古詩中又稱，意為低地），日耳曼語族中的語言變體之一，通行於蘇格蘭低地以及阿爾斯特省的部份地區（在阿爾斯特省中，又稱為阿爾斯特蘇格蘭語）。為了與蘇格蘭蓋爾語作區分，又稱為「低地蘇格蘭語」（Scots leid）。低地蘇格蘭語約略自12世紀開始發展，自16世紀初定型命名稱呼至今。
低地蘇格蘭語語法及用法與英語十分相似，該語言長期和英語平行演化，即一種自古時便歷久存在的同源變體，有時被視為獨立的語言，有時被視為英語的方言之一，其界定具爭議性。於2010年，蘇格蘭政府曾就公眾對於蘇格蘭語之看法進行研究，發現在云云1000名受訪者中，有64%不認同蘇格蘭語乃獨立語言，當中大部分皆頻密以蘇格蘭語溝通。
蘇格蘭語為五百萬人口的蘇格蘭地區所常用的語言之一，在該地亦是蘇格蘭英語和蓋爾語之外的官方語言之一。

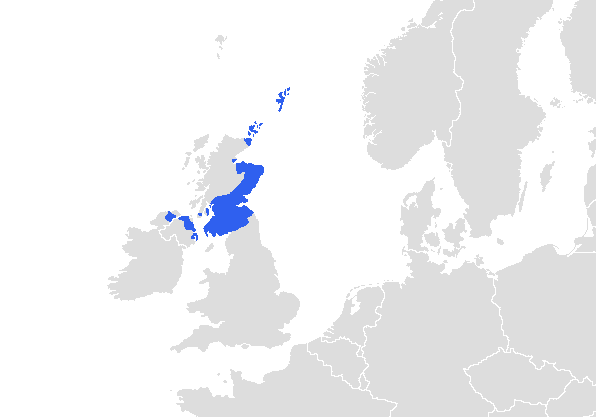
18世纪苏格兰语的使用地区

## 文学
最初的文学作品包括650年左右盎格鲁萨克逊地区諾森伯蘭語的主禱文，禱文以"Faeder ure, Thu the eart on heofonum"开头。有些苏格兰和諾森伯蘭至今仍讲“oor faither”、“thoo art”。
最早的苏格兰文学作品包括約翰·巴柏的Brus（14世纪）,蘇格蘭詩人溫頓的Cronykil以及 瞎子哈利的Wallace（15世纪）。自15世紀起，大量围绕着爱丁堡的皇家法院和圣安德鲁斯大学的文学作品被创作出来，作者包括 羅伯特·亨瑞森、威廉·丹巴爾、大衛·林賽等。蘇格蘭的合作者是早期以低地蘇格蘭語寫成的印刷書籍之一。
18世纪，诸如艾倫·瑞姆賽、罗伯特·彭斯、羅伯特·費格森和司各特等作家继续使用苏格兰语。司各特將通俗口語帶到他的小說里。其他知名作家如罗伯特·路易斯·史蒂文森、威廉·亞歷山大、喬治·麥克唐納、詹姆斯·馬修·巴里等。

## 方言

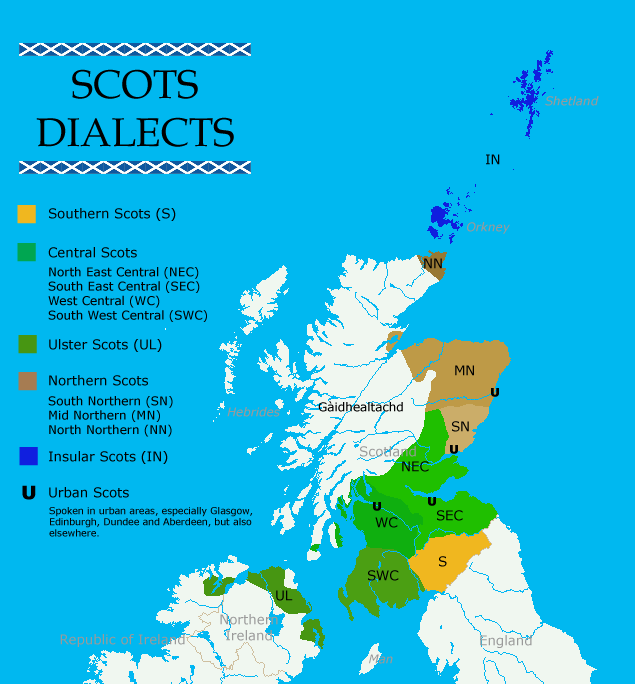
苏格兰语方言地图

苏格兰语至少包括5種方言：
- 海島蘇格蘭語（英语：Insular Scots），奥克尼群岛和设德兰群岛使用
- 北方蘇格蘭語，邓迪以北使用，通常分为北部北片、北部中片（又称北部东片Doric）和北部南片。
- 中部蘇格蘭語
- 南方蘇格蘭語或简称“博德斯腔調”或“博德斯方言”，在博德斯地区使用。

## 外部連結
- 蘇格蘭距「獨」仍遠
- Scots-online（页面存档备份，存于） （英文）
- The Scots Language Society（页面存档备份，存于） （英文）
- Scots Language Centre（页面存档备份，存于） （英文）